# جي. فرانك والاس
جي. فرانك والاس (بالإنجليزية: G. Frank Wallace)‏ هو سياسي أمريكي، ولد في 14 مايو 1887 في سيراكيوز في الولايات المتحدة، وتوفي في 25 فبراير 1964. حزبياً، نشط في الحزب الجمهوري. وقد انتخب عضو مجلس ولاية نيويورك.